# William F. Temple
William Frederick Temple (geboren am 9. März 1914 in Woolwich, London; gestorben am 15. Juli 1989 in Folkestone, Kent) war ein britischer Science-Fiction-Autor. Sein bekanntestes Werk ist der auch verfilmte Roman Four-Sided Triangle.

## Leben
Temple war der Sohn des Ingenieurs William James Temple und von Doris Beatrice, geborene Jackson. Er studierte am Woolwich Polytechnic, wo er 1930 abschloss. Danach arbeitete er an der London Stock Exchange. Er lebte in den 1930ern bis nach Ausbruch des Zweiten Weltkriegs in einer The Flat (Das Appartement) genannten Wohnung in 88 Gray’s Inn Road, London, zusammen mit Arthur C. Clarke und Maurice K. Hanson. Zeitweise war die Wohnung auch Sitz der British Interplanetary Society und der Science Fiction Association. Ein fiktionalisierter Bericht Temples über diese frühen Jahre des britischen SF-Fandoms fand als Bachelor Flat zu Temples Lebzeiten keinen Verleger und erschien schließlich 2000 als Teil der Sammlung 88 Gray’s Inn Road: A Living-Space Odyssey.
Von 1940 an diente Temple als Artillerieschütze der Britischen Armee. Nach Ende seines Dienstes 1946 arbeitete er erneut bis 1950 an der Londoner Börse.
Bereits 1935 hatte Temple begonnen, Science-Fiction zu veröffentlichen. Seine erste Erzählung The Kosso erschien in der von Charles Birkin herausgegebenen Anthologie Thrills. Weitere Kurzgeschichten folgten, sowohl in SF-Magazinen als auch in Fanzines. In der Novembernummer 1939 von Amazing Stories dann erschien The 4-Sided Triangle, Temples bekannteste Erzählung, in der eine von zwei Männern geliebte Frau – die klassische Dreiecksgeschichte – von dem verschmähten Bewerber durch einen Apparat dupliziert wird. Leider stellt sich heraus, dass auch das Duplikat den Rivalen bevorzugt. 1949 erweiterte Temple die Kurzgeschichte zum Roman und 1953 wurde die Geschichte als Four Sided Triangle von Terence Fisher nach einem Drehbuch von Paul Tabori verfilmt.
Zu Temples weiteren SF-Romanen gehört die Jugendbuchserie um Martin Magus, Shoot at the Moon (1966), in der er die Konventionen des SF-Genres parodiert, und sein letzter Roman The Fleshpots of Sansato (1968), eine Space Opera. 1981 schrieb er:

„I’ve read SF since childhood. At first, uncritically: I didn’t notice it was only two-dimensional, i.e., lacked depth, especially in characterization. Then critically: I decided to try to add that third dimension in my writing. Then despairingly: Nobody noticed that I had. Then cynically: Nobody wanted it, anyway. […] Then uncaringly: I don’t bother to write it any more.“

„Ich habe SF gelesen, seit ich ein Kind war. Zunächst unkritisch: Ich bemerkte nicht die mangelnde Tiefe, vor allem bei der Charakterzeichnung. Dann kritisch: Ich wollte Tiefe in meinen Arbeiten. Dann verzweifelnd: Niemand bemerkte es. Dann zynisch: Es wollte sowieso niemand. […] Dann gleichgültig: Ich schreibe keine SF mehr.“

1939 hatte Temple die Buchhändlerin Joan Gertrude Streeton geheiratet und mit ihr einen Sohn, den Sportjournalisten Cliff Temple (geboren 1947) und die LGBT-Aktivistin Anne Patrizio (geboren 1948). 1989 ist Temple im Alter von 75 Jahren gestorben.

## Bibliografie
Martin Magnus (Romanserie)
- 1 Martin Magnus, Planet Rover (1954)
- 2 Martin Magnus on Venus (1955)
- 3 Martin Magnus on Mars (1956)

Romane
- Four-Sided Triangle (1949, Fix-up von The 4-Sided Triangle, 1939)
- The Dangerous Edge (1951)
- The Automated Goliath (1962)
  - Deutsch: Männer gegen Automaten. Moewig (Terra #274), 1963.
- The Three Suns of Amara (1962)
- Battle on Venus (1963)
- Shoot at the Moon (1966)
- The Fleshpots of Sansato (1968, auch als Sansato, 1998)

Sammlungen
- 88 Gray’s Inn Road: A Living-Space Odyssey (2000)
- The Best of William F. Temple 1: A Niche in Time and Other Stories (2011)

Kurzgeschichten
- The Kosso (1935)
- Mr. Craddock’s Life-Line (1937, auch als Mr. Craddock’s Amazing Experience, 1939)
- Lunar Lilliput (1938)
- The Smile of the Sphinx (1938)
- Museum Meander (1939)
- No Chance (1939)
- The 4-Sided Triangle (1939)
  - Deutsch: Das vierseitige Dreieck. In: Isaac Asimov, Martin H. Greenberg (Hrsg.): Die besten Stories von 1939. Moewig (Playboy Science Fiction #6727), 1982, ISBN 3-8118-6727-X.
- Three Men in a Ship and Three Men in a Ship (1939)
- Experiment in Genius (1940)
- The Monster on the Border (1940)
- The Three Pylons (1946)
- Way of Escape (1948)
- Miracle Town (1948)
- The Brain Beast (1949)
- A Date to Remember (1949)
- Martian’s Fancy (1950)
- For Each Man Kills (1950)
- The Triangle of Terror (1950)
- Wisher Takes All (1950)
- Forget-Me-Not (1950)
- The Bone of Contention (1950)
- Double Trouble (1951)
- Conditioned Reflex (1951)
- The Two Shadows (1951)
- “You Can’t See Me!” (1951)
- Counter-Transference (1952)
- Limbo (1953)
- Pawn in Revolt (1953)
- Immortal’s Playthings (1953)
- Field of Battle (1953)
- Mind Within Mind (1953)
- Destiny Is My Enemy (1953)
- The Whispering Gallery (1953)
- Moon Wreck (1953)
- Explorers of Mars (1954)
- Pilot’s Hands (1954)
- Errand of Mercy (1954)
- Eternity (1955)
- Man in a Maze (1955)
- The Lonely (1955)
- Better Than We Know (1955)
- Mansion of a Love (1955)
- Uncle Buno (1955)
- Outside Position (1956)
- Whispering Gallery (1956)
- The Green Car (1957)
- Against Goliath (1957)
- Brief Encounter (1957)
- War Against Darkness (1958)
- The Different Complexion (1958)
- The Undiscovered Country (1958)
- Imbalance (1959)
- Magic Ingredient (1959)
- “L” Is for Lash (1960)
- Sitting Duck (1960)
- The Unknown (1961)
- A Trek to Na-Abiza (1961)
- A Niche in Time (1964)
  - Deutsch: Ein Platz in der Zeit. In: Science-Fiction-Stories 55. Ullstein 2000 #105 (3195), 1975, ISBN 3-548-03195-1.
- Beyond the Line (1964)
- The Legend of Ernie Deacon (1965)
- Coco-Talk (1966)
- Echo (1967)
- The Year Dot (1969)
- When in Doubt – Destroy! (1969)
- Life of the Party (1970)
- Scrutiny (1973, auch als The Unpicker, 1973)
- The Man Who Wasn’t There (1978)
- Testimony (1992)
- 88 Gray’s Inn Road (2000)
- Always Afternoon (2000)
- Mind Within Mind (2000)

Sachliteratur
- The True Book about Space Travel (1954, auch als The Prentice-Hall Book About Space Travel)